# Rhynchostele galeottiana
Rhynchostele galeottiana là một loài thực vật có hoa trong họ Lan. Loài này được (A.Rich.) Soto Arenas & Salazar miêu tả khoa học đầu tiên năm 1993.